# Чиннават, Таксин
Таксин Чинават (тайск. ทักษิณ ชินวัตร, чаош. 丘達新 Кху Таксин; род. 26 июля 1949) — тайский политический, государственный деятель и предприниматель китайского происхождения. Премьер-министр Таиланда с февраля 2001 по сентябрь 2006 года.

## Биография
Родился на севере Таиланда в городе Чиангмай. Выходец из семьи этнических хакка. Начал карьеру в полиции. Учился в США.
В 1976 году женился на дочери генерала полиции, имеет сына и двух дочерей. В 2008 году супруги развелись.
Начал заниматься предпринимательством совместно с женой, когда находился на службе в полиции, сделал деньги на продаже программного обеспечения. В 1983 году он основал телекоммуникационную компанию Shinawatra Corporation, которая в 1990-е стала самым крупным мобильным оператором Таиланда и сделала его миллиардером.
В 1987 году вышел в отставку.
С 1994 года в политике (как вице-премьер). В 1998 году основал партию «Тайцы любят тайцев». В основе его политической программы было снижение цен на медицинскую страховку и отсрочка кредитов для крестьян. После победы его партии на парламентских выборах в 2001 году он стал премьер-министром страны.
В годы его правления обострились межрелигиозные столкновения между буддистами и мусульманами на юге страны.
Во время его правления Таиланд добился серьезных успехов в экономике, расплатился с долгами перед МВФ. Правительство Таксина Чинавата приступило к реализации программ по сокращению бедности, расширению инфраструктуры, развитию малого и среднего предпринимательства, обеспечению всеобщего охвата услугами здравоохранения. Таксин объявил «войну с наркотиками», в которой погибло более 2500 человек, и решительно выступил против сепаратистского мятежа в мусульманских южных провинциях. Он был первым демократически избранным премьер-министром Таиланда на полный срок и был переизбран в 2005 году подавляющим большинством голосов. Значительную критику вызвала продажа акций его корпорации стоимостью более миллиарда долларов иностранным инвесторам без уплаты налогов. Движение граждан против Таксина, названное Народным альянсом за демократию или «жёлторубашечниками», начало массовые протесты, обвинив его в коррупции, злоупотреблении властью и автократических тенденциях. Таксин объявил о досрочных выборах, которые бойкотировала оппозиция и Конституционный суд.
В январе 2006 года стало известно, что его семья продала свою часть компании инвесторам в Сингапуре за $1,6 млрд не уплатив все налоги. Скандал привёл к многотысячным протестам и новым выборам, которые из-за большого количества нарушений конституционный суд признал недействительными. В итоге власть в свои руки взяли военные — 19 сентября 2006 года в Таиланде произошёл военный переворот. Его партия была объявлена вне закона и он был отстранён от политической деятельности. С тех пор Таксин жил в изгнании, за исключением краткого визита в Таиланд в 2008 году. В 2008 году был заочно приговорён к двум годам лишения свободы за злоупотребление властью. С апреля 2019 года его также заочно приговорили к различным тюремным срокам (8 лет в совокупности), в том числе за злоупотребление должностными полномочиями, уклонение от уплаты налогов и коррупцию.
Безуспешно пытался получить политическое убежище в Великобритании. 13 марта 2010 года он официально эмигрировал в Черногорию. Из-за рубежа продолжает влиять на тайскую политику, через Партию народной власти, которая правила в 2008 году, и её преемника организацию Пхыа Тхаи, а также объединённый фронт За демократию против диктатуры, именуемый «краснорубашечниками». Его младшая сестра Йинглак Чинават была премьер-министром Таиланда с 2011 по 2014 год.
В рейтинге журнала Forbes в 2015 году занимал 7 место среди миллиардеров Таиланда, его состояние оценивается в $1,7 млрд.
22 августа 2023 года он вернулся в Таиланд и был взят под стражу. Король Таиланда смягчил ему приговор до 1 года лишения свободы. 18 февраля 2024 года он был условно-досрочно освобожден.
В августе 2024 года его дочь Пхэтхонгтхан Чинават стала премьер-министром Таиланда.

## Награды
- Швеция: Орден Полярной звезды (2003)[12]
- Нидерланды: Орден Оранских-Нассау (2004)[13]
- Камбоджа: Королевский орден Сахаметреи (2001)[14]